# Champeaux, Manche

Champeaux este o comună în departamentul Manche, Franța. În 1 ianuarie 2022 avea o populație de 341 de locuitori.